# 종6위
종6위(従六位)는 일본의 위계와 신계의 지위 중 하나이다. 정6위 아래, 정7위의 윗 단계에 위치한다.

## 개요
701년 다이호 원년, 다른 위계와 함께 다이호 율령에서 처음으로 제정되었다. 율령제에서는 또한 종6위상과 종6위하 두 단계로 나뉘었다. 종6위는 중무성의 소승(少丞), 중감물(中監物), 다른 성의 소승(少丞), 소판사(少判事), 중궁(中宮) 직의 대진, 소진, 상국의 개(介), 하국의 수(守) 등의 관직에 상당하는 위계에게 주어졌다.
메이지 시대 초기 태정관 제도에 있어서는 상하 구별이 없었고, 신기관(神祇官)의 대사(大史), 태정관의 소사(少史), 대학교 대조교(大助教) 등의 관직에 상당하는 위계가 되었다.
1946년 살아있는 사람에게 서위를 정지할 때까지 종6위는 문관은 고등관 5등(중학교, 사범 학교의 교장 등), 무관은 소좌(대대장 등)의 첫 서위가 되는 지위였다. 
정지 후에는 죽은 사람만을 대상으로 성청의 본성의 계장급 공무원, 지방 공공 단체의 과장급 직원, 공립중학교의 교장직 등에 있던 사람에게 서위되었다.

## 같이 보기
- 관위
- 추증
- 대부